# Косилово (Калужская область)
Косилово — деревня в Малоярославецком муниципальном районе Калужской области. Входит в сельское поселение «Деревня Рябцево».

## География
Расположена на левых берегах речек Яблоновка и Путынка.
Рядом — Придача, Бутырки.

## История
В 1782 году — село Касилово с пустошами Малоярославецкого уезда, Андрея Богдановича и Алексея Абрамовича Синявиных, Степана Мироновича Рахманова, Елизаветы Григорьевны Болтиной.
В 1891 году — входила в Бабичевскую волость Малоярославецкого уезда, при деревне школа.
В состав Рябцевского сельсовета вошли следующие населённые пункты: Рябцево, Песочня , Придача, Косилово, Бутырки, Нероновка, Машкино, Яблоновка, Вараксино, Станки, Митюринка.

## Население
| 2002 | 2010 |
| ---- | ---- |
| 24   | ↘13  |